# Domingo Cavallo
Domingo Felipe Cavallo, detto Mingo (San Francisco, 21 luglio 1946), è un economista e politico argentino.
Ha lavorato a lungo nell'amministrazione pubblica ed è noto per il piano di convertibilità che ha stabilito il rapporto di parità tra il dollaro americano ed il peso argentino tra il 1991 e 2001. Tale piano ha ridotto l'inflazione da oltre il 1300% nel 1990 a meno del 20% nel 1992 fino a quasi lo zero nel resto degli anni '90, salvo poi provocare l'insolvenza del debito pubblico argentino.
È anche noto per il corralito, che limitava i prelievi dai conti bancari, causando scontri nel paese nel dicembre 2001 e la caduta del presidente Fernando de la Rúa.

## Anni iniziali
Cavallo è nato a San Francisco nella provincia di Córdoba da una famiglia piemontese-argentina. Si è laureato in ragioneria ed economia all'Universidad Nacional de Córdoba, per poi ottenere un dottorato in economia prima a Cordoba e infine un altro ad Harvard.

## Carriera politica
Il suo coinvolgimento in politica inizia come rappresentante degli studenti alla facoltà di economia (1965–1966) per poi evolvere diversi ruoli nelle giunte militari come sottosegretario allo sviluppo del governo provinciale (1969–1970), direttore (1971–1972) e vicepresidente del Board (1972–1973) della banca provinciale e sottosegretario agli interni nel governo nazionale.
Nel luglio del 1982, dopo che la sconfitta nella guerra delle Falkland causa il passaggio a una giunta militare moderata, Domingo Cavallo diventa presidente della banca centrale, il Banco Central de la República Argentina, ereditando la crisi economica e finanziaria più acuta dagli anni '30 e una regola odiata della banca centrale ricordata come Central Bank Circular # 1050. Introdotta nel 1980 da parte del ministro dell'economia conservatore José Alfredo Martínez de Hoz, la norma collegava i prestiti rateali al valore del dollaro. I tassi di cambio erano fissi e questo ha sollevato poche preoccupazioni. Il febbraio successivo il peso si svaluta e le svalutazioni continuano fino al 1982, causando un'impennata dei costi delle rate pagate da imprese, proprietari di case, insolvenze e fallimenti.
Cavallo revoca immediatamente la Circular 1050 salvando milioni di proprietari di case e piccoli imprenditori dalla rovina finanziaria.
La politica finanziaria di Cavallo permette alle principali imprese argentine di trasferire i loro debiti allo stato, che emette titoli di stato. Nel 1983, oltre 200 imprese (30 gruppi e 106 imprese internazionali) trasferiscono gran parte del loro debito da 17 miliardi di dollari al governo federale, pratica che continua anche durante la presidenza di Raúl Alfonsín (1983–1989) e durante la crisi economica del periodo 1999-2002.

## Anni '80
Col ritorno dell'Argentina alla democrazia nel dicembre 1983, egli diventa un consigliere vicino al peronista José Manuel de la Sota ed è eletto deputato tra le file peroniste nel 1987. Attraverso la Fundación Mediterránea prepara un gruppo di lavoro per gestire l'economia e partecipa alle elezioni del 1989 supportando il candidato Carlos Menem. Il tentativo del presidente Alfonsín di controllare l'iperinflazione (superiore al 750% nel luglio 1989) nel frattempo fallisce provocando tumulti e le dimissioni di Alfonsín.
Menem però sceglie di affidare il ministero dell'economia a dirigenti industriali, scelta che preclude a Cavallo la possibilità di mettere in pratica le sue teorie. Ma partecipa come ministro degli esteri (1989–1991) all'avvicinamento dell'Argentina agli USA e nel 1991, mentre l'inflazione si riaccende, diventa ministro dell'economia.

## Il governo Menem
Cavallo è stato l'ideologo che ha ispirato il piano di convertibilità, che ha creato un currency board argentino fissando il rapporto dollaro-austral alla pari. Il piano diventa legge nell'aprile 1991, provocando il crollo del tasso d'inflazione. Da una media di oltre il 220% annuo tra il 1975 e il 1988, era salito al 5 000% nel 1989 e al 1 300% nel 1990.
Menem aveva già privatizzato l'azienda telefonica di Stato e le linee aeree. La stabilità del piano di Cavallo richiedeva mercati liberi e quindi privatizzazioni che coinvolgono oltre 200 aziende di Stato comprese le ferrovie, il monopolio statale sulle risorse petrolifere, diverse società di servizi, due televisioni, 10.000 km di autostrade, aziende dell'acciaio e petrolchimiche, hotel, metropolitane e altro, oltre che banche locali cedute a multinazionali straniere (a volte con l'opposizione dei governatori locali) e, sulla scia del successo cileno, il sistema pensionistico è aperto alla concorrenza delle pensioni private.
Il PIL cresce di un terzo tra l'inizio del 1991 e la fine del 1994 e gli investimenti, depressi fin dalla crisi del 1981-1982, raddoppiano nello stesso periodo. Si riduce la povertà e anche le vendite di auto aumentano molto, fino ad arrivare a 500 000 unità vendute.  
La fiducia nelle imprese, i consumatori e l'economia risalgono velocemente ma le conseguenze di una disoccupazione a due cifre creano presto un'ondata di criminalità di lunga durata. Disoccupazione e povertà diminuiscono leggermente quando l'economia nel 1996 riprende a crescere e Cavallo diventa sempre meno popolare.
Mai indicato come uomo politico abile e spesso indicato come tecnocrate, Cavallo sembra risentire dei periodi meno fortunati. Diventa aggressivo e in una occasione diventa furioso di fronte allo sfavorevole report della demografa Susana Torrado. Dice pubblicamente che deve andare a lavare i piatti, offendendo anche il Consiglio Nazionale della Ricerca Tecnica e Scientifica a cui la Torrado appartiene.

## Indipendente
Nel 1996, poco dopo la rielezione di Menem, si esaurisce il flusso di denaro delle privatizzazioni e Cavallo esce dal governo, anche a causa di contrasti con altri ministri, ai contrasti personali, e ai problemi sociali e alla disoccupazione causati dalla sua politica economica. A metà del 1995, Cavallo denuncia la presenza di comportamenti mafiosi da parte di alcuni gruppi di potere. I rapporti con Menem e gli altri ministri peggiorano e nel luglio del 1996, Menem ne chiede le dimissioni.
Cavallo fonda allora il partito Acción por la República con il quale diventa deputato eletto a Buenos Aires.
Cavallo concorre alle presidenziali del 1999. Arriva terzo, sconfitto da Fernando de la Rúa e riceve l'11% dei voti a grande distanza da De la Rua e da Eduardo Duhalde. Poi si candida come sindaco di Buenos Aires, ma viene sconfitto da Aníbal Ibarra.

## De la Rúa e la crisi
Nel 2001 chiamato dal presidente De la Rúa torna a fare il ministro dell'economia, trovandosi a fare i conti con economia e governo deboli. Cerca di conquistare tempo rinegoziando il debito estero con il FMI. La crescita del rischio-paese e la pressione degli investitori internazionali provocano una corsa al ritiro dei capitali dalle banche e alla fuga all'estero dei capitali. Nel novembre 2001, Cavallo introduce una serie di misure per limitare l'uso dei contanti, note come corralito (financial fence). La protesta e gli scontri infine spingono Cavallo e de la Rúa alle dimissioni.
In pochi giorni si susseguono una serie di presidenti peronisti, eletti e poi costretti a dimettersi, finché Eduardo Duhalde, il principale concorrente di De la Rua e Cavallo alle presidenziali del 1999 viene eletto il 2 gennaio 2002. Il nuovo governo decreta la fine della convertibilità del peso con un rapporto 1 a 1 col dollaro, svaluta il peso e poi lo lascia libero di fluttuare. Ciò causa la svalutazione del peso che arriva a valere 25 centesimi di dollaro nel luglio 2002 e fa risalire l'inflazione fino a circa il 40% nel 2002.
La politica economica di Cavallo è da molti considerata tra le principali cause di deindustrializzazione e dell'aumento di disoccupazione e povertà durante gli anni '90, come anche della crisi economica e dell'insolvenza del debito pubblico argentino.

## Dopo la crisi
Cavallo è incarcerato tra aprile e giugno 2002 per traffico d'armi durante il governo Menem.
Nel 2003 e 2004 Cavallo è visiting professor in studi latino-americani al dipartimento di economia a Harvard, nonché consulente del Gruppo dei Trenta.